# 天津增卅
天鵝座λ，又名BD+35 4267，HD 198183、SAO 70505、HR 7963，是天鵝座的一颗恒星，视星等为4.53，位于銀經78.08，銀緯-4.34，其B1900.0坐标为赤經20h 43m 30.7s，赤緯+36° -4.34′ 23″。